# Tahara
Tahara (Japans: 田原市, Tahara-shi) is een havenstad in de Japanse prefectuur Aichi. De oppervlakte van deze stad is 188,81 km² en begin 2010 had de stad ruim 66.500 inwoners. De stad omvat bijna het gehele schiereiland Atsumi.

## Geschiedenis
Tahara werd op 20 augustus 2003 een stad (shi) na samenvoeging van de gelijknamige gemeente met de gemeente Akabane (赤羽根町, Akabane-chō).
Op 1 oktober 2005 werd de gemeente Atsumi (渥美町, Atsumi-chō) bij Tahara gevoegd.

## Verkeer
Tahara ligt aan de Atsumi-lijn van de Toyohashi Spoorwegmaatschappij.
Tahara ligt aan de nationale autowegen 42 en 259 en aan de prefecturale wegen 2 en 28.

## Economie
Toyota Motor Corporation heeft een grote fabriek in Tahara waar onder andere de Lexus wordt geproduceerd. Veel van de productie wordt vanuit de haven van Tahara verscheept.
De gecultiveerde visindustrie is een belangrijke economische factor in Tahara, evenals de kweek van Chrysanthemum in kassen.

## Bezienswaardigheden
- De Irago Misaki, een vuurtoren uit 1929 op de punt van het schiereiland Atsume .
- Het Koijigahamastrand aan de kant van de Grote Oceaan vlak bij de vuurtoren.
- Het Omotehamastrand, eveneens aan de Grote Oceaan, waar veel surfers en vissers komen.
- De Hiinosekimon, rotsen in de vorm van een poort.
- De berg Zao, met daarvandaan een uitzicht over de stad.
- De botanische moerastuin Kurogawa.
- De kasteelruïnes van het kasteel Hako: van dit kasteel uit 1480 zijn muurresten en gracht nog zichtbaar.

## Geboren in Tahara
- Noboru Ueda (上田昇, Noboru Ueda), motorcoureur

## Stedenbanden
Tahara heeft een stedenband met
- Georgetown (Kentucky), Verenigde Staten, sinds 20 april 1990
- Gibson County (Indiana)/Princeton (Indiana), Verenigde Staten, sinds 8 augustus 2002
- Kunshan, China, sinds 14 mei 1993
- Dongjak-gu, Seoel, Zuid-Korea, sinds december 2006

## Aangrenzende steden
- Toyohashi